# Dodoma
Dodoma – oficjalna stolica Tanzanii (do 1981 roku był nią Dar es Salaam), położona w środkowej części kraju na wysokości ok. 1100 m n.p.m., ośrodek administracyjny okręgu Dodoma, zamieszkiwana przez ok. 324 tys. mieszkańców (2002). Jest to ósme co do wielkości miasto w Tanzanii.
Decyzję o przeniesieniu stolicy powzięto ze względu na centralne położenie miasta i dostępność węzłów komunikacyjnych (m.in. ważny węzeł kolejowy między dotychczasową stolicą a Kigoma-Ujiji, dogodne połączenia drogowe z Zambią, Mozambikiem i Kenią), tu także znajduje się krajowy port lotniczy. Mimo to znaczna część instytucji kulturalnych, organizacji społecznych i większość instytucji rządowych znajduje się nadal w Dar es Salaam. W Dodomie znajduje się (od 1996 roku) siedziba parlamentu.

## Transport
Przez Dodomę przebiega centralna linia kolejowa. Istnieją połączenia pasażerskie z dwoma największymi miastami kraju Dar es Salaam (dawna stolica) oraz Mwanzą. W centrum miasta znajduje się port lotniczy, z połączeniami w całej Tanzanii. Powstają nowe linie autobusowe.

## Edukacja
W mieście funkcjonują trzy uniwersytety: St. Johns University of Tanzania, University of Dodoma i Anglikański Uniwersytet Tanzanii. Istnieją szkoły państwowe, anglikańskie i katolickie. 20 km od miasta znajduje się szkoła dla niewidomych.

## Klimat
Średnie miesięczne temperatury i opady dla Dodoma
|                         | Sty    | Lut    | Mar    | Kwi   | Maj  | Cze  | Lip  | Sie  | Wrz  | Paź  | Lis   | Gru    | śr./suma |
| Maks. temperatura (°C)  | 29,4   | 29,4   | 29,0   | 28.7  | 28,0 | 27.1 | 26.5 | 27.3 | 29,0 | 30.5 | 30.1  | 30,4   | 28,8     |
| Min. Temperatura (°C)   | 18,6   | 18,6   | 18.3   | 17,9  | 16,5 | 14.4 | 13.6 | 14.2 | 15.3 | 16.9 | 18.3  | 18,8   | 16,8     |
| Opady (mm)              | 133,70 | 144,50 | 113,90 | 57,80 | 5.30 | 0.10 | 0.03 | 0.01 | 0.01 | 2.08 | 26.25 | 123.28 | 606,96   |
| Godziny słoneczne (h/d) | 7.8    | 7.7    | 7.8    | 8.0   | 9.0  | 9.8  | 11.0 | 9.6  | 10.0 | 10.0 | 10.1  | 8.7    | 9.1      |
| Deszczowych dni         | 10     | 9      | 7      | 5     | 1    | 0    | 0    | 0    | 0    | 0    | 2     | 7      | 41       |
| Wilgotność (%)          | 66     | 68     | 70     | 68    | 63   | 60   | 59   | 58   | 55   | 53   | 55    | 63     | 61,5     |

Źródło: Tanzańska Agencja Meteorologiczna, badania w latach 1971-2000

## Gospodarka
Dodoma jest otoczona przez region upraw winorośli i produkcji wina. Dostawy wody pochodzą z miejsca oddalonego o 30 km.

## Religia
Dodoma jest siedzibą biskupów: katolickiego (archidiecezja Dodoma), anglikańskiego i luterańskiego. Katolicy stanowią ok. 20% populacji.

## Miasta partnerskie
- Jaipur, Indie
- Bangi, Republika Środkowoafrykańska
- Watsa, Demokratyczna Republika Konga